# Mansaf
Mansaf (arabsky منسف) je pokrm arabské kuchyně, populární především v Jordánsku. Připravuje se ze skopového masa (někdy se nahrazuje kuřecím), které se vaří spolu s cibulí, česnekem a bobkovým listem v omáčce, jejíž základ tvoří sušený jogurt z kozího mléka zvaný džamíd (výrobou džamídu je proslulé město Kerak). Hotový mansaf se podává s vařenou rýží, bulgurem a pitou, dochucuje se kořenící směsí baharat, praženými mandlemi nebo piniovými oříšky. V Jordánsku je tradiční součástí slavnostní tabule při svatbách, narozeninách, Svátku oběti a podobných příležitostech.
Recept na mansaf částečně vychází z původní beduínské stravy, avšak rýže a džamíd se začaly používat až v průběhu dvacátého století. Pověst mansafu jako jordánského národního jídla tak vznikla až za vlády Hášimovců z potřeby vybudovat specifickou identitu mladého státu.